# Шамрай, Фёдор Илларионович
Фёдор Илларио́нович Шамра́й (1848—1915) — герольдмейстер Правительствующего Сената в 1895—1914 гг., сенатор.

## Биография
Православный. Сын казака Полтавской губернии.
По окончании университета св. Владимира со степенью кандидата прав в 1872 году, начал службу в канцелярии Министерства юстиции, где последовательно занимал должности: младшего помощника столоначальника, старшего помощника секретаря, секретаря и редактора. В 1881 году перешел в Министерство внутренних дел и назначен был исполняющим должность делопроизводителя департамента государственной полиции.
В 1883 году вернулся в Министерство юстиции с назначением состоящим за обер-прокурорским столом, сверх комплекта, в департамент герольдии. В том же году был откомандирован в распоряжение заведывающего канцелярией Министерства юстиции, сопровождал министра юстиции в Москву на коронацию Александра III и за отлично-усердную службу и примерное исполнение возложенных на него обязанностей удостоен был Высочайшего благоволения. По возвращении из Москвы продолжил службу в канцелярии министерства и неоднократно управлял ею. В 1892 году был назначен членом консультации при Министерстве юстиции учрежденной, а в 1893 году — вице-директором 2-го департамента Министерства юстиции, с оставлением в должности члена консультации.
В 1895 году был произведен в тайные советники и назначен герольдмейстером Правительствующего Сената, каковой пост занимал до 1914 года. В 1910 году был назначен членом Особого совещания, при Министерстве юстиции образованного, для выяснения вопроса о национальном цвете. 2 марта 1911 года, в день празднования 200-летнего юбилея Сената, ему была объявлена Высочайшая благодарность. 21 февраля 1913 года ему повелено было присутствовать в департаменте герольдии Сената.
Умер в 1915 году на хуторе Жеребиловка Минской губернии. Похоронен на Новодевичьем кладбище Санкт-Петербурга.
Был женат на Марии Егоровне Шимкович (1854—1904). Их дети: Александр (р. 1875), Владимир (1877), Лидия (р. 1874), Мария (р. 1879). Вторая жена — вдова статского советника Елисавета Карловна Шитикова.

## Награды
- Высочайшее благоволение (1876)
- Высочайшее благоволение (1878)
- Высочайшее благоволение (1881)
- Высочайшее благоволение (1883)
- Орден Святого Станислава 1-й ст. (1890)
- Орден Святой Анны 1-й ст. (1898)
- Орден Святого Владимира 2-й ст. (1902)
- Орден Белого Орла (1906)
- Высочайшая благодарность (1911).

- медаль «В память царствования императора Александра III»
- медаль «В память 300-летия царствования дома Романовых»
- знак «В память 200-летия Правительствующего Сената».